# Psammoperca waigiensis
Psammoperca waigiensis är en fiskart som först beskrevs av Cuvier 1828.  Psammoperca waigiensis är ensam i släktet Psammoperca som ingår i familjen Latidae. Inga underarter finns listade i Catalogue of Life.
Arten förekommer i Indiska oceanen och i västra Stilla havet. Den besöker även områden med bräckt vatten. Psammoperca waigiensis vistas främst nära kusten vid ett djup av 3 till 12 meter. Det vetenskapliga släktnamnet är sammansatt av de grekiska orden psammo (sand) och perca (abborre).
Individerna blir vanligen 25 cm långa och några exemplar når 47 cm.